# Liste von Marienaltären
Mit Marienaltar wird ein Altar mit einer Darstellung der Maria bzw. des Marienlebens bezeichnet.
Marienaltäre von besonderer Bedeutung in der Frömmigkeitsgeschichte und in der Kunstgeschichte befinden sich unter anderem in folgenden Kirchen und Museen:
- Marienaltar (Braunschweig), ein Altar im Braunschweiger Dom
- Marienaltar (Bützow), in der Stiftskirche Bützow
- Marienaltar (Conrad von Soest), in der Marienkirche Dortmund
- Krakauer Hochaltar von Veit Stoß in der Marienbasilika (Krakau)
- Marienkrönungsaltar (Stralsund)
- Dresdner Marienaltar
- Marienaltar in der Schloßkirche Leipzig-Lützschena